# Phân chia địa lý học thực vật của Ba Lan
Phân chia vùng thực vật của Ba Lan - hệ thống phân chia lãnh thổ của Ba Lan thành các đơn vị được phân biệt dựa trên các tiêu chí vùng thực vật. Phân chia này liên quan đến thảm thực vật đặc trưng cho khu vực và các yếu tố địa lý, lịch sử hình thành nên nó. Các yếu tố cơ bản để phân biệt các đơn vị thực vật và địa văn là: hệ thực vật, thảm thực vật, khí hậu, địa hình, đất và lịch sử phát triển của thảm thực vật. Vào thế kỷ 19 và đầu thế kỷ 20, các nỗ lực khu vực hóa Ba Lan đã được thực hiện bởi Wincenty Pol và Marian Raciborski. Tùy thuộc vào nhu cầu cụ thể, các hệ thống được tạo ra chỉ tính đến loại thảm thực vật được chọn, ví dụ như đồng cỏ hoặc rừng. Một ví dụ là hệ thống các khu vực rừng tự nhiên được Leon Mroczkiewicz phát triển từ năm 1952, hoặc sau đó là Tadeusz Trampler và nhóm của ông từ năm 1990, được sử dụng trong lâm nghiệp Ba Lan. Ngoài ra,  hệ thống phân chia thành các khu vực nông nghiệp và khí hậu mà Romuald Gumiński được sử dụng trong nông học. Các hệ thống đều có tính đến toàn bộ thảm thực vật, đặc biệt là tự nhiên và bán tự nhiên, hệ thống được phát triển bởi Władysław Szafer đề cập đến hệ thống Raciborski được sử dụng rộng rãi nhất. Hệ thống này là một phần của hệ thống phân loại rộng hơn, được sử dụng cả bên ngoài Ba Lan. Hai bộ phận - ngang và dọc (sàn thực vật) chồng lên nhau trên các ngọn núi. Các đơn vị sau đây được phân biệt trong biên giới Ba Lan hiện tại :
- Trạng thái Bắc Cực
  - Khu vực Euro-Syberyjski (Cyrkumborealny, Eurosyberyjsko-Kanadyjski)
    - Tỉnh Środkowoeuropejska Niżowo-Wyżynna
      - A. Dział Bałtycki
        - A1 Phân vùng Pas Równin Przymorskich i Wysoczyzn Pomorskich
          - Vùng Brzeg Bałtyku
            - Quận Zachodni
            - Quận Środkowy
            - Quận Wschodni (Warmiński)

          - Vùng Pobrzeże Bałtyckie
          - Vùng Nizina Szczecińska
          - Vùng Żuławy Wisły
          - Vùng Pojezierze Pomorskie
            - Quận Myśliborski
            - Quận Wałecko-Drawski
            - Quận Kartuski
            - Quận Iławski
            - Quận Olsztyński

          - Vùng Pomorski Południowy Pas Przejściowy
            - Quận Brzegu Pradoliny Noteckiej
            - Quận Wysoczyzny Złotowskiej
            - Quận Borów Tucholskich
            - Quận Wysoczyzny Dobrzyńskiej

        - A2 Phân vùng Pas Wielkich Dolin
          - Vùng Wielkopolsko-Kujawska
            - Quận Notecki
            - Quận Lubuski
            - Quận Poznańsko-Gnieźnienski
            - Quận Kujawski
            - Quận Barycki

          - Vùng Mazowiecka
            - Quận Rawski (Południowomazowiecki)
            - Quận Warszawski
            - Quận Północnomazowiecki

          - Vùng Podlaska
            - Quận Łukowsko-Siedlecki
            - Quận Północnopodlaski

          - Vùng Polesie Lubelskie

        - A3 Phân vùng Pas Kotlin Podgórskich
          - Vùng Kotlina Śląska
            - Quận Borów Dolnośląskich
            - Quận Nadodrzański
            - Quận Przedgórza Sudeckiego

          - Vùng Kotlina Sandomierska
            - Quận Oświęcimski
            - Quận Puszczy Niepołomickiej
            - Quận Radomyski
            - Quận Puszczy Sandomierskiej
            - Quận Biłgorajski (Puszczy Solskiej)
            - Quận Lubaczowski

        - A4 Phân vùng Pas Wyżyn Środkowych
          - Vùng Wzgórza Trzebnicko-Ostrzeszowskie
            - Quận Zachodni
            - Quận Wschodni

          - Vùng Wyżyna Śląska
            - Quận Zachodni
            - Quận Wschodni
            - Quận Północny

          - Vùng Wyżyna Krakowsko-Wieluńska
            - Quận Południowy (Wyżyny Krakowskiej)
            - Quận Środkowy (Wyżyny Częstochowskiej)
            - Quận Północny (Wyżyny Wieluńskiej)

          - Vùng Miechowsko-Sandomierska
            - Quận Miechowsko-Pińczowski
            - Quận Staszowski
            - Quận Sandomiersko-Opatowski

          - Vùng Świętokrzyska
            - Quận Łysogórski (Centralny)
            - Quận Chęciński
            - Quận Konecki
            - Quận Przejściowy (Włoszczowsko-Jędrzejowski)

          - Vùng Północne Wysoczyzny Brzeżne
            - Quận Kaliski
            - Quận Widawski
            - Quận Łódzko-Piotrkowski
            - Quận Radomsko-Kozienicki

          - Vùng Wyżyna Lubelska
          - Vùng Roztocze
            - Quận Roztocze Zachodnie
            - Quận Roztocze Środkowe
            - Quận Roztocze Południowe

      - B. Dział Północny
        -           - Vùng Mazursko-Kurpiowska
            - Quận Pojezierza Mazurskiego
            - Quận Kurpiowsko-Piski

          - Vùng Suwalsko-Augustowska
            - Quận Suwalski
            - Quận Augustowski

          - Vùng Biebrzańska
          - Vùng Białowiesko-Knyszyńska
            - Quận Puszczy Białowieskiej
            - Quận Puszczy Knyszyńskiej

    - Tỉnh Pontyjsko-Pannońska
      - Dział Stepowo-Leśny (Pontyjski, Czarnomorski)
        -           - Vùng Wołyń Zachodni
          - Vùng Opole Zachodnie

    - Tỉnh Środkowoeuropejska Górska
      - Piętro pogórza
      - Piętro regla dolnego
      - Piętro regla górnego
      - piętro kosodrzewiny
      - piętro alpejskie

    - <a href="./Podprowincja_Karpacka" rel="mw:WikiLink" data-linkid="239" data-cx="{&amp;quot;adapted&amp;quot;:false,&amp;quot;sourceTitle&amp;quot;:{&amp;quot;title&amp;quot;:&amp;quot;Podprowincja Karpacka&amp;quot;,&amp;quot;pagelanguage&amp;quot;:&amp;quot;pl&amp;quot;},&amp;quot;targetFrom&amp;quot;:&amp;quot;source&amp;quot;}" class="new cx-link" id="mwAQk" title="Podprowincja Karpacka">Tiểu vùng</a> Karpacka
      - D. Dział Karpaty Zachodnie
        -           -             - Quận Tatry
            - Quận Pieniny
            - Quận Beskidy

      - E. Dział Karpaty Wschodnie
        -           -             - Quận Karpaty Lesiste

    - Tiểu vùng Hercyńsko-Sudecka
      - F. Dział Sudety
        -           -             - Quận Sudety Zachodnie
            - Quận Sudety Wschodnie

Hệ thống này lần lượt trở thành nền tảng cho sự phân chia do JM Matuszkiewicz trình bày, một phần nhằm xác định thảm thực vật tự nhiên tiềm năng của Ba Lan. Cụ thể như sau :
- A. Trạng thái Bắc Cực 
  - A.1. Khu vực rừng rụng lá và hỗn hợp châu Âu 
    - A.1.1. Tỉnh trung âu 
      - A.1.1.1. Pomeranian
      - A.1.1.2. Brandenbursko-Wielkopolski
      - A.1.1.3. Southilian
      - A.1.1.4. Mazowiecko-Poleski
      - A.1.1.5. Mazury-Bêlarut
      - A.1.1.6. Volyn

    - A.1.2. Tỉnh Carpathian 
      - A.1.2.1. Carpathians Đông và Tây

    - A.1.3. Tỉnh Subatlantic Górska 
      - A.1.3.1. Sudecki